# Rubus lignicensis
Rubus lignicensis är en rosväxtart som beskrevs av Ernst Figert. Rubus lignicensis ingår i släktet rubusar, och familjen rosväxter. Inga underarter finns listade i Catalogue of Life.